# Натурщик

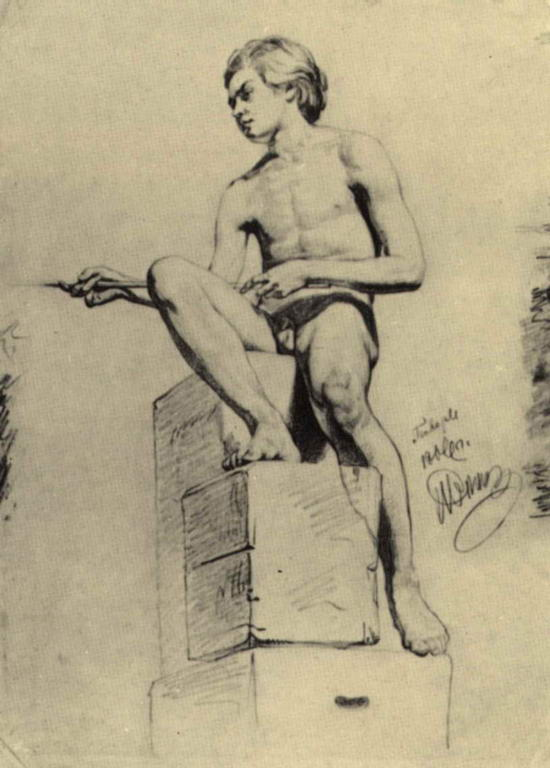
В. О. Рєпін. Сидячий натурщик

Нату́рщик або нату́рщиця (а також нату́рник або нату́рниця) — людина, що позує автору під час створення художнього твору (скульптура, живопис тощо). У сучасній мові під впливом англійської також часто використовується слово модель. В офіційному переліку професій називається демонстратором пластичних поз.

## Знамениті натурщиці
- Фріна — гетера, модель скульптора Праксителя
- Люсі Медокс Браун — модель Данте Габріеля Россетті
- Симонетта Веспуччі — модель Боттічеллі
- Форнаріна — модель Рафаеля
- Марія-Роза (Маргарита) — дочка і натурщиця Хосе де Рібери
- Саскія ван Ейленбюрх і Хендрике Стоффельс — моделі Рембрандта
- Олена Фоурман і Ізабелла Брант — моделі Рубенса
- Луїза О Мерфі — модель Франсуа Буше
- герцогиня Альба — модель Франсіско Гойя
- графиня Ю. П. Самойлова — модель Карла Брюллова. Інша його натурщиця, італійка Аделаїда, покінчила з собою
- Вітторія Кальдоні — модель Ораса Верне, Бертеля Торвальдсена, Юліуса Шнор фон Каролсфельда, Григорія Лапченка, муза образу Аннуціанти Миколи Гоголя, відтворена також в творі Пабло Пікассо.
- Вікторина Меран і Берта Морізо— моделі Едуара Мане
- Каміла Клодель — модель Огюста Родена
- Кікі з Монпарнасу — модель Мана Рея і художників Паризької школи
- Жанна Ебютерн — модель Амедео Модільяні
- Гала — модель Сальвадора Далі

### Вигадані натурщиці
- Трільбі — героїня однойменного роману Джорджа Дюмор'є, ірландка-натурщиця, яка під гіпнозом Свенгали стає співачкою і володаркою розкішного голосу, а після його смерті втрачає вміння співати.

## Галерея

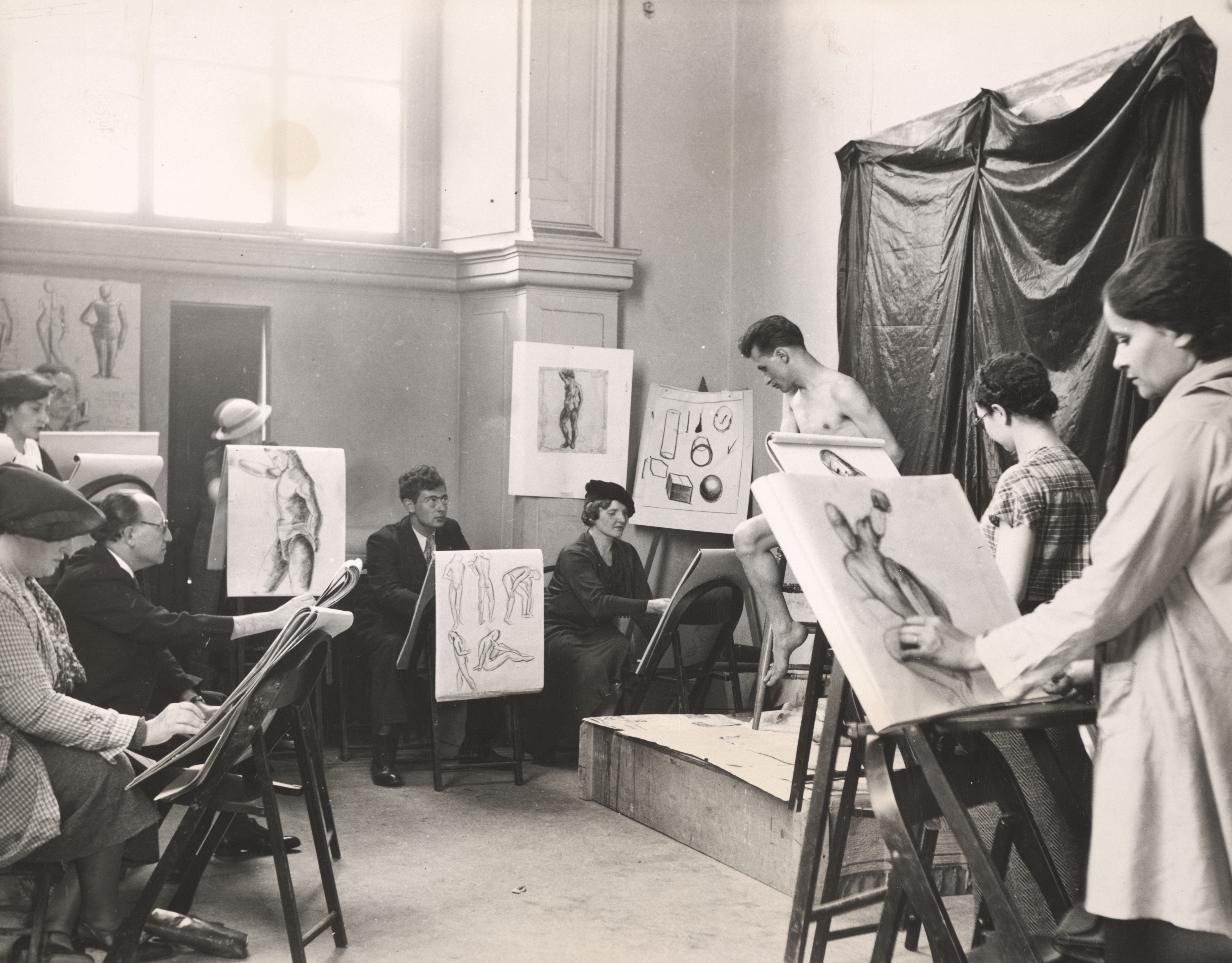
Оголений чоловік позує в класі школи мистецтв, Бруклінський музей, США, 1935.